# Domagoj

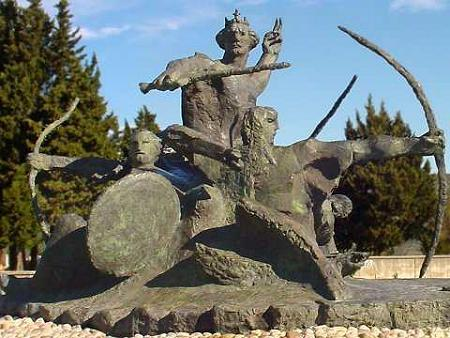
Staty med Domagoj i Vid, av skulptören Ivan Meštrović.

Domagoj var furste (kroatiska: knez) över Kustlandskroatien från år 864 fram till sin död 876.
Domagoj var en mäktig adelsman med landområden omkring Knin. Efter att Trpimir I hade dött 864 utbröt inbördeskrig och Domagoj grep makten från Trpimirs son Zdeslav och regerade som usurpator. Trpimirs söner, Petar, Zdeslav och Muncimir, var alla tvingade i landsflykt. 
Domagoj bedrev omfattande sjöröveri på Adriatiska havet vilket ledde till väpnade konflikter med republiken Venedig. Domagoj hjälpte frankerna att erövra Bari från araberna. Dessutom förde han goda kontakter med påve Johannes VIII, som titulerade honom glorious dux (sv: ärade furste).